# Turzyca długokłosa
Turzyca długokłosa (Carex elongata L.) – gatunek byliny z rodziny ciborowatych. Występuje w Eurazji na obszarze od Francji i Wysp Brytyjskich po zachodnią Syberię. W Polsce pospolity gatunek rodzimy, rzadszy w górach i lokalnie na niżu, np. na północnym Mazowszu. 

## Morfologia

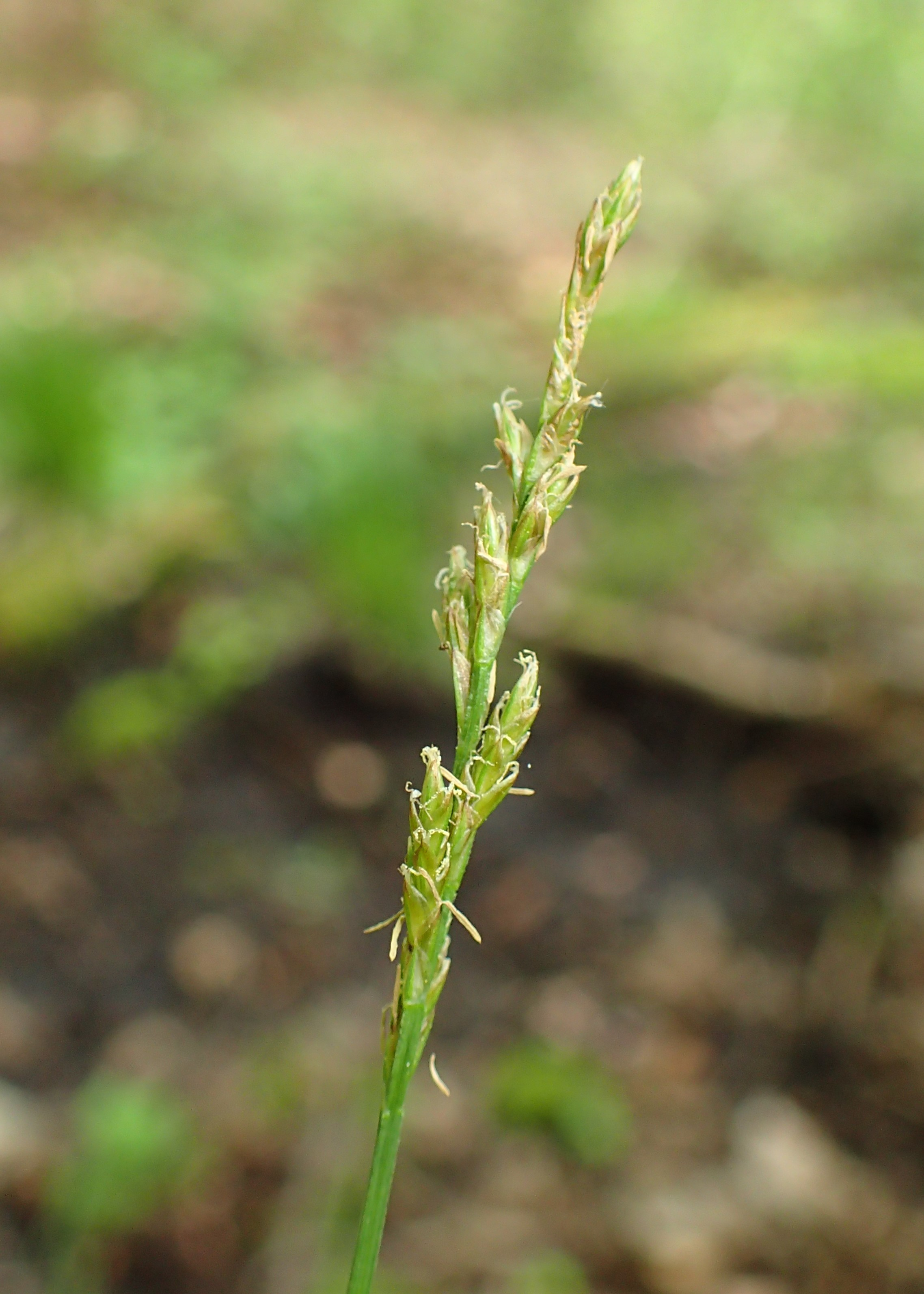
Kłoski z kwiatami

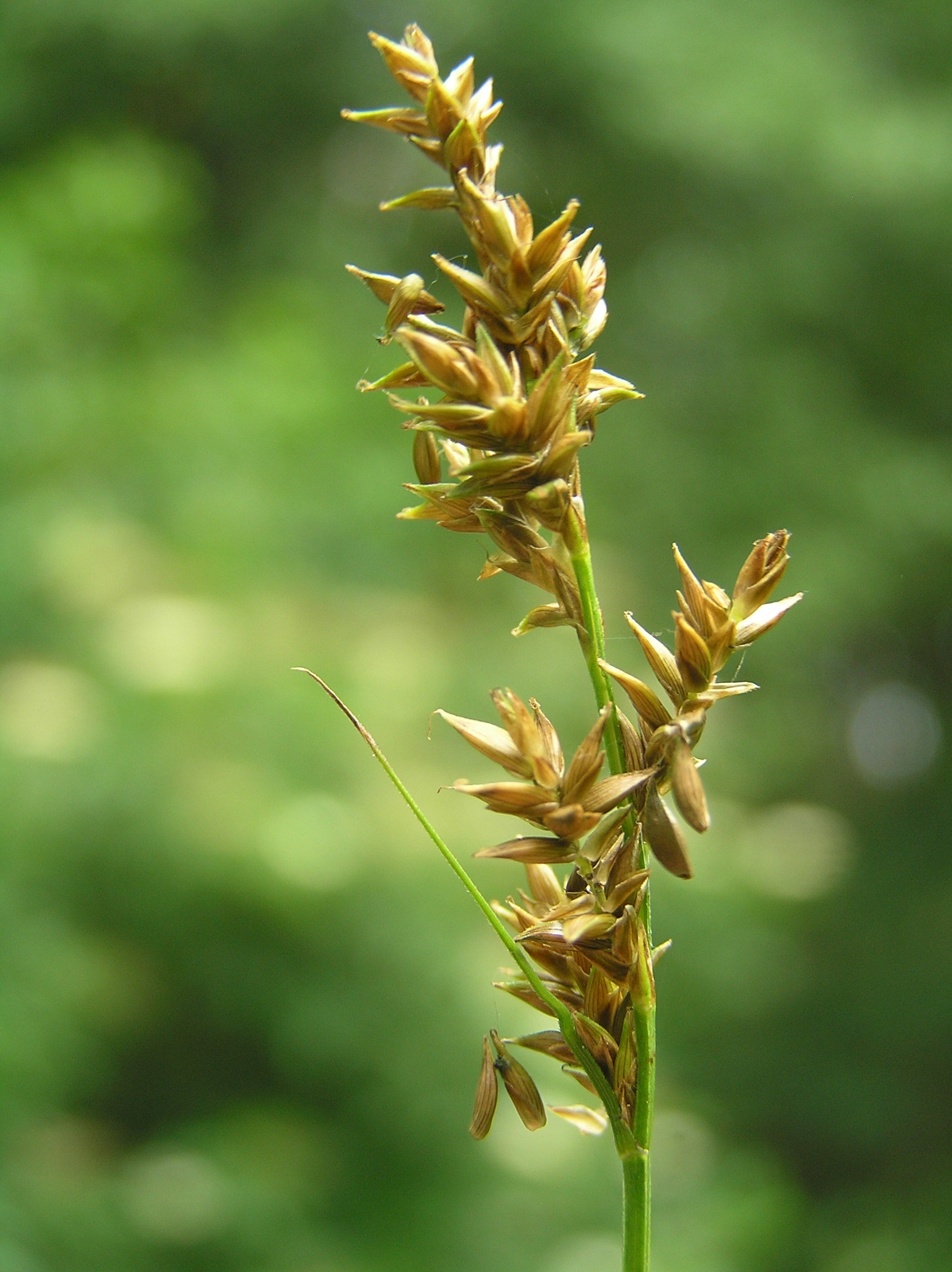
Kłoski z owocami

PokrójBylina kępkowa, wysokości 30-70(100) cm.
ŁodygaTrójkanciasta, górą szorstka, u dołu okryta brunatnymi pochwami liściowymi.
LiściePrawie tak długie jak łodyga, wiotkie, jasnozielone, szerokości 2-4(6) mm, posiadają trójkanciasty szczyt.
KwiatyRoślina jednopienna, kwiaty rozdzielnopłciowe tworzące w kątach przysadek (6)8-12(18) obupłciowych kłosków, gęsto stojących w wydłużonym kłosie. Kłoski podłużne, walcowate, długości 5-12 mm i grubości ok. 5 mm, u podstawy kwiaty męskie, wyżej żeńskie. Kwiaty męski z trzema pręcikami, żeńskie z jednym słupkiem o dwóch znamionach. przysadki szerokojajowate, długości 2 i szerokości 1,5 mm, jasnobrunatne do rdzawych, zielonym grzbietem i białym brzegiem. Podsadka kłosa niekiedy może być liściasta.
OwoceOrzeszek podłużnie jajowaty, długości ok. 1 mm, żółtobrązowy, otoczony pęcherzykiem. Pęcherzyki są skierowane ku górze, brunatnozielone, lśniące, długości 3-4 mm, szerokości 1 mm, obustronnie żeberkowate, kulistojajowate, z wolna schodzące się w gładki, dwuząbkowy dzióbek.

## Biologia i ekologia
RozwójBylina, hemikryptofit. W Polsce kwitnie od maja do lipca.
SiedliskoWystępuje głównie na leśnych i krzewiastych torfowiskach niskich (olsy i łozowiska), oraz na podmokłych łąkach.
FitocenozyW klasyfikacji zbiorowisk roślinnych gatunek charakterystyczny dla Cl/O/All Alnetea glutinosae.
GenetykaSomatyczna liczba chromosomów 2n = 56.

## Zmienność
Tworzy mieszańce z turzycą prosową (Carex paniculata), rzadkokłosą (Carex remota), siwą (C. canescens)) i życicową (C. loliacea).